# Лопатодзьоб рудокрилий
Лопатодзьоб рудокрилий (Platyrinchus leucoryphus) — вид горобцеподібних птахів родини тиранових (Tyrannidae). Мешкає в Південній Америці.

## Опис
Довжина птаха становить 12,5 см. Верхня частина тіла бірувато-оливкова, крила і хвіст темні з широкими рудувато-коричневими краями. На обличчі охристі смуги, на скронях темні смуги, під дзьобом темні "вуса". Горло жовтувате, решта нижньої частини тіла блідо-охриста, на грудях оливкові смуги, на боках оливкові плями. Дзьоб плаский, широкий, темний, знизу тілесного кольору. Лапи рожевуваті.

## Поширення і екологія
Рудокрилі лопатодзьоби мешкають на південному сході Бразилії (Еспіріту-Санту, Ріо-де-Жанейро, Сан-Паулу, Парана, північно-східна Санта-Катарина і північний схід Ріу-Гранді-ду-Сул) , на сході Парагваю (Каніндею, Каасапа, Ітапуа) та на північному сході Аргентини (Національний парк Ігуасу, Місьйонес). Вони живуть в підліску вологих атлантичних лісів. Зустрічаються на висоті до 900 м над рівнем моря. Живляться комахами та іншими дрібними безхребетними, яких шукають серед рослинності.

## Збереження
МСОП класифікує цей вид як вразливий. За оцінками дослідників, популяція рудкрилих лопатодзьобів становить від 2500 до 10000 птахів. Їм загрожує знищення природного середовища.